# حكومة رفيق الحريري الأولى
الحكومة اللبنانية الواحدة الستون بعد الاستقلال والرابعة بعهد الرئيس إلياس الهراوي، وهي أول حكومة يترأسها رفيق الحريري. شكلت الحكومة بموجب المرسوم رقم 2900 بتاريخ 31 تشرين الأول / أكتوبر 1992 وتكونت من 30 وزيراً، ونالت الثقة ب104 أصوات ضد 12 صوتاً وامتناع 3 عن التصويت. واستمرت الحكومة بأداء أعمالها حتى استقالتها بتاريخ 25 أيار / مايو 1995.

## أعضاء الحكومة
- رفيق الحريري: رئيساً لمجلس الوزراء ووزيراً للمالية.
- ميشال المر: نائباً لرئيس مجلس الوزراء.
- محمود أبو حمدان: وزيراً للإسكان والتعاونيات.
- محمد بسام مرتضى: وزيراً للأشغال العامة والنقل.
- ميشال سماحة: وزيراً للإعلام.
- هاغوب دميرجيان: وزيراً للاقتصاد والتجارة.
- محمد غزيري: وزيراً للبريد والمواصلات السلكية واللاسلكية.
- مخايل الضاهر: وزيراً للتربية الوطنية والفنون الجميلة.
- فارس بويز: وزيراً للخارجية والمغتربين.
- بشارة مرهج: وزيراً للداخلية.
- محسن دلول: وزيراً للدفاع الوطني.
- عادل قرطاس: وزيراً للزراعة.
- نقولا فتوش: وزيراً للسياحة.
- مروان حمادة: وزيراً للصحة ووزيراً للشئون الاجتماعية.
- أسعد رزق: وزيراً للصناعة والنفط.
- بهيج طبارة: وزيراً للعدل.
- عبد الله الأمين: وزيراً للعمل.
- جورج إفرام: وزيراً للموارد المالية والكهربائية.
- أنور الخليل: وزير دولة.
- شاهي برسوميان: وزير دولة.
- علي عسيران: وزير دولة.
- سمير مقبل: وزير دولة لشئون البيئة.
- حسن عز الدين: وزير دولة لشؤون التعليم المهني والتقني.
- ميشال إده: وزير دولة لشؤون الثقافة والتعليم العالي.
- رضا وحيد: وزير دولة لشؤون المغتربين.
- وليد جنبلاط: وزير دولة لشؤون المهجرين.
- عمر كامل مسقاوي: وزير دولة لشؤون النقل.
- إيلي حبيقة: وزير دولة للشؤون الاجتماعية والمعاقين.
- سليمان طوني فرنجية: وزير دولة للشؤون البلدية والقروية.
- فؤاد السنيورة: وزير دولة للشؤون المالية.

### تعديلات حكومية
- في 11 حزيران / يونيو 1993 أقيل وزير الموارد المائية والكهربائية جورج إفرام من منصبه وعين وزير دولة، وعين مكانه الوزير إيلي حبيقة وذلك  لاختلاف رأي الوزير وموقفه عن رأي كل من الرئيسين الحريري والهراوي حول موضوع الكهرباء.[1]
- في 2 أيلول / سبتمبر 1994 أجري تعديل وزاري طفيف تم بموجبه التالي:
  - تعيين ميشال المر وزيراً للداخلية بالإضافة لمنصبه نائباً لرئيس مجلس الوزراء، وذلك خلفاً للوزير بشارة مرهج الذي عين وزير دولة.
  - تعيين شاهي برسوميان وزير دولة للشؤون الاجتماعية والمعاقين بدلاً من إيلي حبيقة الذي استمر بمنصبة الآخر وزيراً للموارد المائية والكهربائية.

## وصلات خارجية
- موقع رئاسة مجلس الوزراء الرسمي